# Cenacle

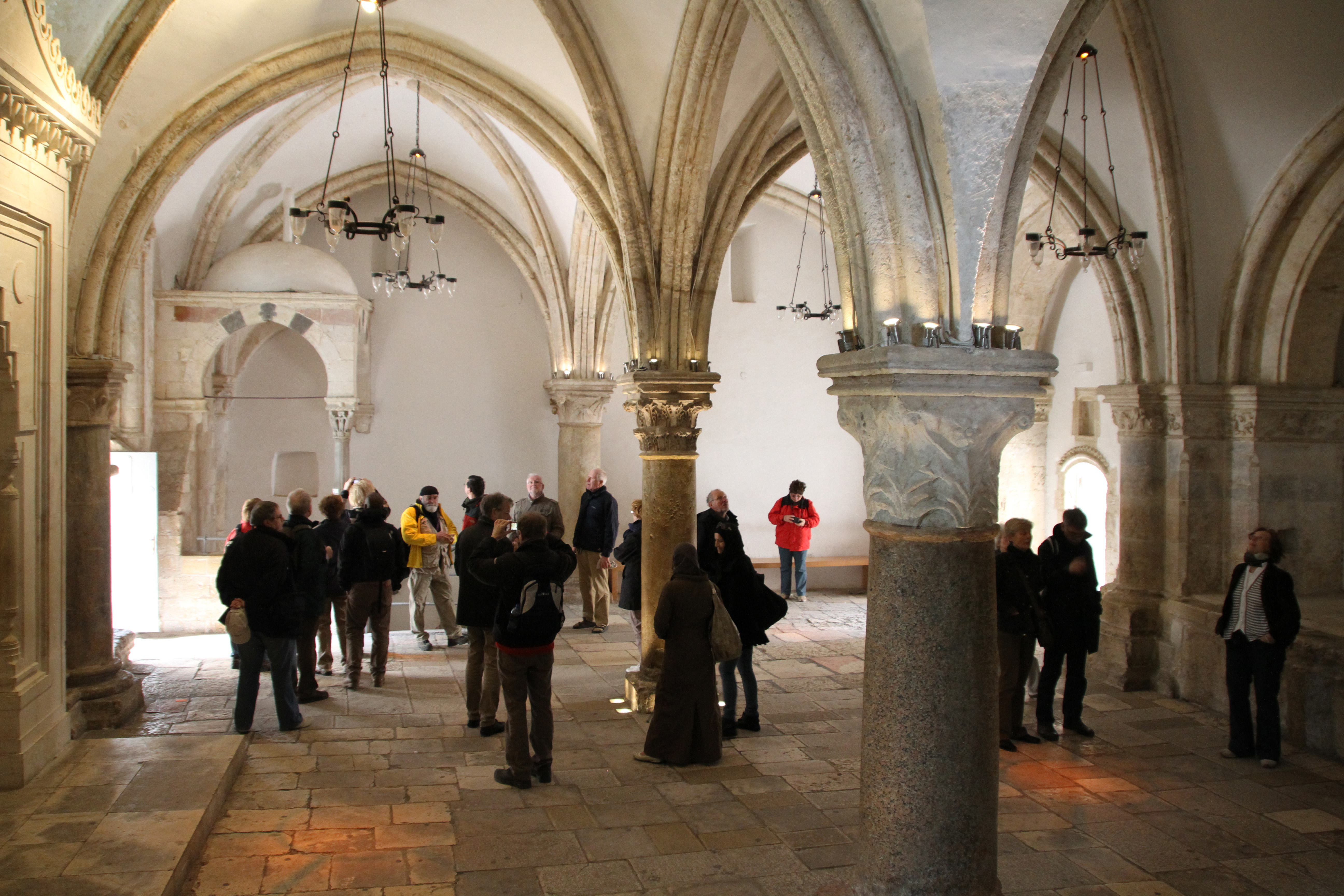
Una vista del "Cenacle" a l'edifici de Mont Sió

Cenacle, de la paraula llatina Coenaculum, la paraula indicava el lloc on es sopava, però més generalment designava el pis superior de la casa al qual s'accedia per unes escales. D'acord amb el costum dels antics romans aquesta era una habitació bastant gran i servia normalment a l'hora de sopar, ja que era l'àpat principal del dia, al qual participaven tots els membres de la família i on els convidats podien ser convidats.
En el context de la narració evangèlica es refereix a la planta superior de la casa, ja que tradueix la paraula grega anágaíon (veure Marc 14:15, Lluc 22:12) que indica, de fet, la part superior de la casa. Actualment el terme generalment s'indica el lloc a Jerusalem, on Jesús va menjar l'Últim Sopar de la seva vida terrenal amb els Apòstols, abans de morir a la Creu. Després de la resurrecció de Jesús fou el lloc on els apòstols realitzaven els seus encontres (Evangeli de Joan 20,19-29) i Pentecosta (2,1-4).